# Vepsunluoto
Vepsunluoto är en ö i Finland. Den ligger i Finska viken och i kommunen Vederlax i den ekonomiska regionen  Kotka-Fredrikshamn i landskapet Kymmenedalen, i den södra delen av landet. Ön ligger omkring 29 kilometer öster om Kotka och omkring 140 kilometer öster om Helsingfors.
Öns area är 1 hektar och dess största längd är 160 meter i nord-sydlig riktning.